# ニーニャ号

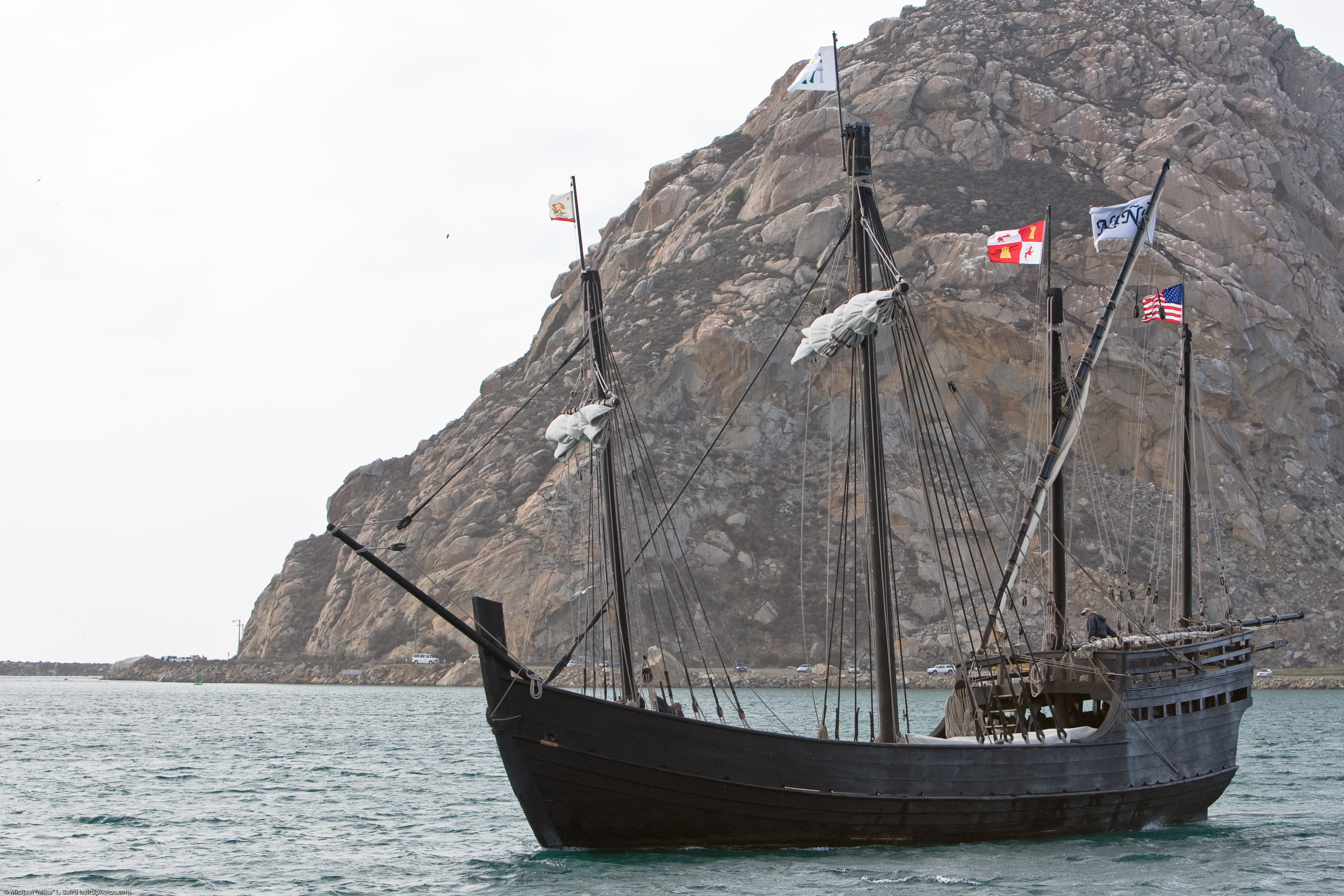
ニーニャ号の復元船
帆装が四艢のレドンダセイル（横帆）タイプである

ニーニャ号（La Niña ラ・ニーニャ）は、15世紀末に活躍したスペインの船であり、クリストファー・コロンブスが新大陸に向けての最初の航海に際して率いた3隻の船団の1隻である。縦帆を有するキャラベル船（キャラベル・ラティーナ）で、排水量はおよそ60トン程度であったと考えられている。後に横帆に帆装を改装され、キャラベル・レドンダとなった。

## 1492年の航海

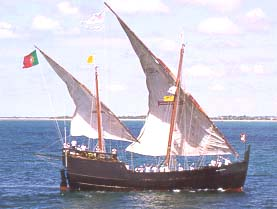
別のニーニャ号復元船
こちらは二艢のラティーナセイル（縦帆）タイプ

この航海にあたって、コロンブスはカスティーリャのイサベル女王から資金提供を得たが、それだけでは航海の資金をまかなうのに全く充分でなかったため、3隻の船、船員と追加の資金を調達するまでの過程においても大変な苦労があった。
ニーニャ号は船団の中で一番小型であったが、船団中もっとも快速で操作性も良かった。帆装は当初縦帆であり、二本から四本のマストを備えていたと考えられる（ニーニャ号のマスト数は現在でも論議が多く、レプリカも二本マストから四本マストの復元船が混在している）。武装は不明。自衛用に数門の旋回砲程度は備わっていると考えられるが、復元船の大半は無武装状態であることが多い。
「ニーニャ」とはスペイン語で「小さな女の子」を意味するが、コロンブスの航海に参加する以前の名前はサンタ・クララ（Santa Clara）であり、航海あたって改名されたものである。これは船の本来の持ち主であるフアン・ニーニョという人物の名前に由来したいわばダジャレであると考えられている（「ニーニョ」を女性形にすると「ニーニャ」になる）。持ち主であるニーニョ自身も、ニーニャ号の航海長としてこの航海に参加している。
コロンブスの航海に参加した他の2隻は、ナオ船のサンタ・マリア号と、ニーニャ号と同じキャラベル船だがやや大きかったレドンダ（横帆帆装）型のピンタ号（排水量80トン）である。3隻の中で、コロンブスが最も好んだ船がニーニャ号であったことはよく知られている。
新大陸への航海にあたって、ニーニャ号は船長ビセンテ・ヤーニェス・ピンソンを筆頭に18名のクルーによって操られ、1492年8月3日にポルトガルのパロス港（パロス・デ・ラ・フロンテラ）を出港し、9月6日にはカナリア諸島に寄港し準備を整え、大西洋の横断を開始した。同年の10月12日の夜明けに、後にバハマと呼ばれることとなる域内の島に上陸、この島はコロンブスによってサン・サルバドル島と名付けられた。その後、ピンタ号が船団から一時離脱し、その間の12月24日にサンタ・マリア号が座礁によって失われてしまい、コロンブスはニーニャ号に移乗したが、サンタ・マリア号の乗員全てを小さなニーニャ号に移乗させるのは叶わなかった。明けて1493年の1月。サンタ・マリア号の残骸で急造された砦に残余の乗組員を残してコロンブスは帰還の途に就き、その後はニーニャ号に乗船したまま、3月15日にパロス港に帰着した。
帆装が沿岸航海向きの縦帆から、遠洋を順風航行するのに適した横帆に本船が改装されたのは、この復路でのことだとされる。

## その後のニーニャ号
1493年の9月、イスパニョーラ島に植民地を建設することを目的に計画されたコロンブスによるアメリカへの2度目の航海にニーニャ号も再び加わり、その中でキューバへの探検行においては旗艦を務めた。1495年に船団が遭遇したハリケーンにおいてはニーニャ号ただ1隻が生き残り、翌年にはスペインに再度の帰還を果たした。
その後、ニーニャ号はローマへの非公式な航海に貸し出され、その旅路の過程、サルデーニャ島のカリャリの港を発ったところで海賊によって拿捕され、プーラ岬まで曳航されるという災難に見舞われたが、当時の船長アロンソ・メデルは数人のクルーとともに海賊からのがれ、ボートを盗んでニーニャ号へと取って返して出帆し、スペインのカディスまで逃げ延びた。
1498年、コロンブスの3度目のアメリカ遠征に伴い、その先遣として再びイスパニョーラ島へと向かった。
その後、1500年にはサントドミンゴにおいて特に任務もなく停泊しており、1501年に商取引のためパール・コーストへの航海を行った記録を最後に、この船のその後については明らかでない。
ニーニャ号は、記録によればコロンブスの指揮下における航海だけで少なくともおよそ25,000マイル（40,200km）もの距離を航行した。この距離はほぼ地球一周に相当する。

## ニーニャ号の復元
1992年のクリストファー・コロンブスによるアメリカ大陸到達500周年にあわせて、コロンブスの船団を成した船として、サンタ・マリア号、ピンタ号とともに、ニーニャ号も復元された。この復元計画は1986年に開始され、復元された船体は1992年にスペインで開催されたセビリア万博において展示された。
また1892年のアメリカ大陸到達400周年にあわせても、サンタ・マリア号、ピンタ号とともに、ニーニャ号も復元されてアメリカ合衆国のシカゴで開催された　シカゴ万国博覧会 (1893年)において展示されている。